# Chính sách thị thực của Qatar
Du khách đến Qatar cần thị thực trừ khi:
- họ là công dân của một trong những quốc gia GCC.
- họ là công dân của một trong các quốc gia được bãi bỏ thị thực.

Thị thực Qatar có thể được xin trực tuyến đối với người cần thị thực, từ trang web chính, hoặc trang web của Qatar Airways mà bay với hãng này.
Tất cả du khách, trừ công dân GCC, phải có hộ chiếu có hiệu lực ít nhất 6 tháng từ ngày nhập cảnh. Công dân GCC được phép sử dụng thẻ căn cước để vào Qatar, tuy nhiên chính phủ Bahrain, Ả Rập Saudi và Các Tiểu vương quốc Ả Rập Thống nhất đã cấm công dân của họ đến Qatar.

## Bản đồ chính sách thị thực

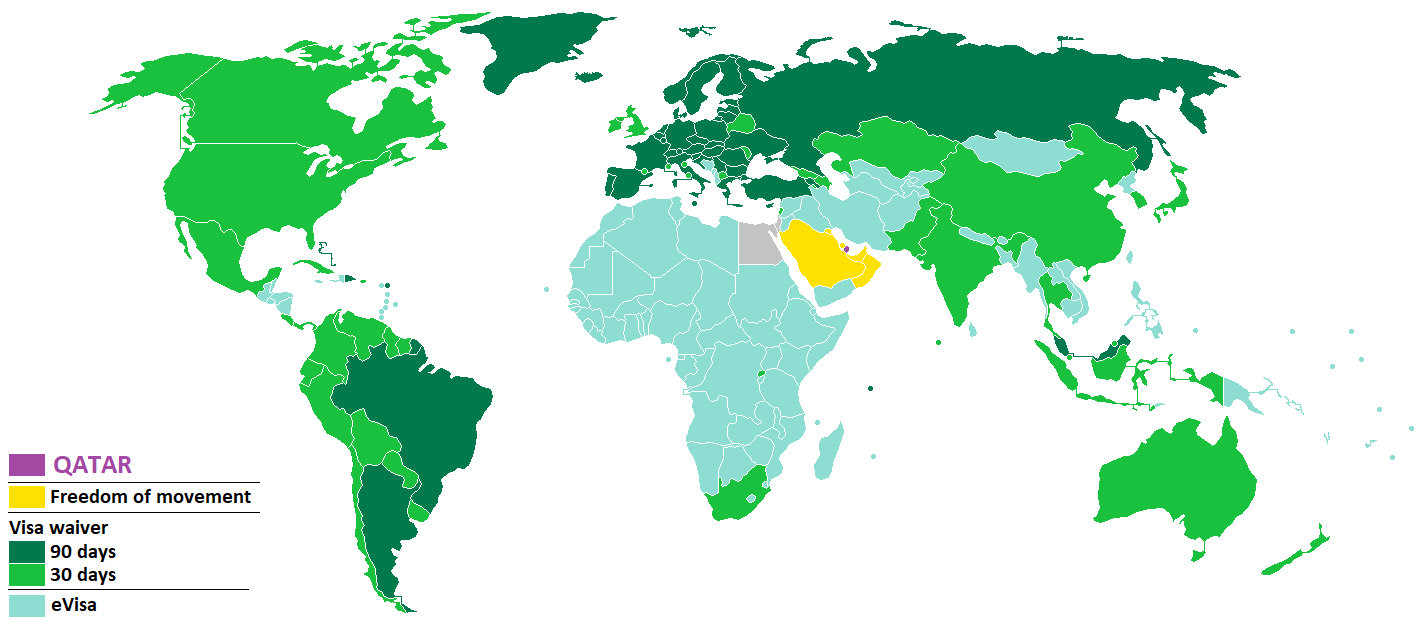
Chính sách thị thực Qatar
Qatar
Đi lại tự do
Giấy miễn thị thực tại cửa khẩu (90 ngày)
Giấy miễn thị thực tại cửa khẩu (30 ngày)
Thị thực điện tử
Cần thị thực

## Đi lại tự do
Công dân các quốc gia Hội đồng Hợp tác vùng Vịnh được hưởng chính sách đi lại tự do tại Qatar và không cần thị thực để vào Qatar trong bất cứ trường hợp nào:
| - Bahrain - Kuwait - Oman - Ả Rập Saudi - Các Tiểu vương quốc Ả Rập Thống nhất |

## Miễn thị thực
Vào ngày 9 tháng 8 năm 2017, chính phủ Qatar thông báo sẽ miễn thị thực cho 80 quốc gia, có hiệu lực ngay lập tức. Công dân của các quốc gia này sẽ không phải xin thị thực; thay và đó có một giấy miễn thị thực nhập cảnh nhiều lần được cấp miễn phí tại điểm nhập cảnh, phải có mặt với hộ chiếu còn hiệu lực ít nhất sáu tháng và vé máy bay chuyến tiếp theo. Giấy miễn thị thực có thể xin tại sân bay quốc tế Hamad.
Công dân của 35 quốc gia dưới đây có thể xin giấy miễn thị thực tại cửa khẩu có hiệu lực 180 ngày kể từ ngày cấp và có thể ở Qatar lên đến 90 ngày bất kể nhập cảnh 1 lần hay nhiều lần.
| - Tất cả công dân Liên minh Châu Âu (trừ Ireland và Vương quốc Anh) \| - Antigua và Barbuda - Bahamas - Iceland - Liechtenstein - Malaysia \| - Na Uy - Seychelles - Thụy Sĩ - Thổ Nhĩ Kỳ \| \| |                                             |  |
| - Antigua và Barbuda - Bahamas - Iceland - Liechtenstein - Malaysia | - Na Uy - Seychelles - Thụy Sĩ - Thổ Nhĩ Kỳ |  |

Công dân của 46 quốc gia dưới đây có thể được miễn xin giấy miễn thị thực tại cửa khẩu có hiệu lực 30 ngày kể từ ngày cấp và cho phép và người sở hữu nó được ở lại Qatar 30 ngày, bất kể nhập cảnh nhiều lần hay một lần.
```
Giấy miễn thị thực này có thể gia hạn thêm 30 ngày nữa.
[
4
]
```

|  | - Andorra - Argentina - Úc - Azerbaijan - Belarus - Bolivia - Brazil - Brunei - Canada - Chile - Trung Quốc - Colombia - Costa Rica | - Cuba - Ecuador - Georgia - Guyana - Hồng Kông - Ấn Độ - Indonesia - Ireland - Nhật Bản - Kazakhstan - Liban - Macedonia - Maldives | - Mexico - Moldova - Monaco - New Zealand - Panama - Paraguay - Peru - Nga - San Marino - Singapore - Nam Phi - Hàn Quốc - Suriname | - Thái Lan - Ukraina - Vương quốc Anh - Hoa Kỳ - Uruguay - Thành Vatican - Venezuela |  |

## Thị thực trực tuyến
Qatar giới thiệu hệ thống thị thực trực tuyến ngày 23 tháng 6 năm 2017. Người nước ngoài đến từ bất cứ quốc gia nào muốn đến Qatar đều có thể xin thị thực trực tuyến (trừ công dân Ai Cập và Israel). Thị thực được cấp trong vòng 4 ngày làm việc nếu tất cả giấy tờ được nộp và có hiệu lực để ở lại Qatar lên đến 30 ngày.

## Thống kê du khách
Hầu hết du khách đến Qatar đều đến từ các quốc gia sau:
| Quốc gia                             | 2016      | 2015      |
| ------------------------------------ | --------- | --------- |
| Ả Rập Saudi                          | 949.145   | 855.555   |
| Ấn Độ                                | 340.104   | 375.910   |
| Bahrain                              | 135.202   | 132.913   |
| Các Tiểu vương quốc Ả Rập Thống nhất | 134,578   | 117,575   |
| Vương quốc Anh                       | 132.301   | 135.645   |
| Hoa Kỳ                               | 102.774   | 93.174    |
| Oman                                 | 98.617    | 102.332   |
| Kuwait                               | 93.115    | 91.843    |
| Ai Cập                               | 81.283    | 92.036    |
| Pakistan                             | 49.012    | 86.670    |
| Tổng                                 | 2.938.096 | 2.929.630 |